# Die Mauer (Sartre)
Die Mauer ist eine Sammlung von Kurzgeschichten von Jean-Paul Sartre, die 1939 veröffentlicht wurde. Die Mauer ist auch der Titel der ersten Kurzgeschichte der Sammlung. Sartre widmete das Buch der Schauspielerin Olga Kosakiewicz.

## Übersicht
Die Sammlung besteht aus fünf Kurzgeschichten von 25 bis 90 Seiten, die Jean-Paul Sartre als „fünf kleine tragische oder komische Fluchten“ definiert. Sartre fügte hinzu: „All diese Fluchten werden von einer Mauer aufgehalten.“
- Die Mauer
- Das Zimmer
- Herostrat
- Intimität
- Die Kindheit eines Chefs

## Vorstellung
- Die Mauer ist die Ich-Erzählung eines spanisch-republikanischen Gefangenen, der von der Franco-Armee zur Erschießung verurteilt wird; die Nacht des Wartens endet mit dem Hohn des Schicksals (unerwünschtes Überleben dank eines unbeabsichtigten Verrats).
- Das Zimmer ist eine Erzählung in der dritten Person und in der Vergangenheit, die die Themen Wahnsinn, Eingesperrtsein, bürgerliche Familie, Partnerschaft und Sexualität erforscht.
- Herostrat ist eine Ich-Erzählung, die Gegenwart und Vergangenheit miteinander verbindet, um die Themen Menschenhass und Gewalt, sinnloser Mord, ein von Sexualität und Frauen verängstigter Held auszuschlachten, wobei alles in tragikomischer Lächerlichkeit und dem Verweis auf den Brandstifter des Tempels der Artemis in Ephesos endet.
- Intimität ist eine Erzählung in der dritten Person und in der Vergangenheit, verwendet aber den doppelten inneren Monolog zweier weiblicher Figuren, die über ihr jeweiliges Verhältnis zu Partnerschaft, Sexualität, Gefühlen und Scheitern sprechen.
- Die Kindheit eines Chefs hat einen anderen Schwerpunkt: Es handelt sich um eine lange, sowohl psychologische als auch soziologische und historische Analyse einer gewöhnlichen Person, die sich nach und nach der faschistischen Ideologie anschließt.

## Analyse und Kommentare
Die zu unterschiedlichen Zeiten geschriebenen Kurzgeschichten der Sammlung zeigen eine Entwicklung von Jean-Paul Sartre. Die älteren Texte (Herostrat, Intimität und Das Zimmer wurden 1936 geschrieben) zeigen düstere Erkundungen individueller Pathologien (Beziehungen zu anderen, Sexualität, Demenz, Morbidität...), während die späteren Kurzgeschichten (Die Mauer und Die Kindheit eines Chefs wurden 1938 geschrieben), die die Sammlung einrahmen, eine Öffnung gegenüber der zeitgenössischen Welt und ihren großen Krisen erkennen lassen. So verlässt der Autor von Der Ekel seine psychologischen und philosophischen Fragen, um sich mit den politischen Themen der ernsten Aktualität der 1930er Jahre zu befassen: der Spanische Bürgerkrieg oder der Siegeszug des Faschismus.
Das Werk wurde im Februar 1939 (einige Monate nach Der Ekel) veröffentlicht und wurde ebenfalls weitgehend begrüßt, außer von der extremen Rechten. Albert Camus schrieb eine weitaus positivere Kritik als über Sartres erstes Buch Der Ekel.
Jean-Paul Sartre hat keine weiteren Kurzgeschichten geschrieben.

## Verfilmungen
Einige dieser Kurzgeschichten wurden für die Leinwand adaptiert:
- 1964: Das Zimmer als Fernsehfilm von Michel Mitrani
- 1967: Die Mauer als Film von Serge Roullet
- 1993: Intimität als Film von Dominik Moll
- 2015: Die Kindheit eines Chefs als Film von Brady Corbet

## Hörspielfassung
1969 erstellte Michael Scharang für das ORF-Landesstudio Steiermark eine ca. 29-minütige Hörspielbearbeitung der Erzählung Mauer (Geschichte aus dem Spanischen Bürgerkrieg.). Die Erstsendung fand am 18. November 1969 statt.
Unter der Regie von Robert Casapiccola sprachen u. a. Helmut Janatsch (Ich-Erzähler), Walter Kohls (1. Offizier) und Wolfram Berger (Tom).